# Joanitzes da Bulgária
Joanitzes (em búlgaro: Калоян; romaniz.: Kaloyan; em grego: 
Ἰωαννίτζην; romaniz.: Ioannítzes), também conhecido como João I (em búlgaro: Йоан I; romaniz.: Ivan I), dito Romeóctono ou Mata-romanos (em búlgaro:  Ромеоубиец; em grego:  Rōmaioktonos), foi o imperador da Bulgária entre 1197 e 1207. Ele é o terceiro e o mais jovem dos três irmãos que fundaram o Segundo Império Búlgaro (os outros dois foram Pedro IV e João Asen I). O reinado de Joanitzes estabilizou o domínio do czar e a posição da Bulgária como potência regional, graças às suas campanhas contra o Império Latino.

## Nome
O nome Kaloyan (em latim: Caloiohannes) se traduz como "João, o Bom", ou "João, o Belo", e é derivado do grego Kaloiōannēs, uma forma elogiosa comum dos nomes dos imperadores bizantinos chamados "João" (Iōannēs) do período Comneno em diante. Outros epítetos de João eram Joanitsa (Йоаница, Ioannica), escrito também como Ioannitsa, Ioannitza, Ivanitsa (Иваница, Ivanica), o diminutivo de Ivan ou Ioan (João).

## História
Joanitzes nasceu por volta de 1168/1169. Ele era o irmão mais novo e o herdeiro de Pedro IV e João Asen I. Ele e os irmãos são de origem controversa. Em 1187, ele foi enviado como refém para Constantinopla, de onde ele escapou e retornou para a Bulgária dois anos depois. Em 1196, quando seus dois irmãos foram assassinados por Ibanco, Joanitzes se aproveitou da situação e conseguiu tomar o trono para si. Ele continuou a política agressiva de seus predecessores contra o Império Bizantino, chegando até mesmo a se aliar Ibanco, o assassino de João Asen I que, depois de sua ascensão, fugira para os bizantinos e tornara o governador de Filipópolis (Plovdiv). Outro aliado de Joanitzes foi Dobromir Hriz (Crisos), que governava a região de Estrúmica. A coalização se dissolveu rapidamente depois que os bizantinos conseguiram derrotar tanto Ibanco quanto Dobromir. Mesmo assim, Joanitzes conseguiu conquistar Constanteia (Simeonovgrad), na Trácia, e Varna em 1201, além da maioria da Macedônia eslava em 1202.
Neste mesmo ano, o rei da Hungria Emerico invadiu a Bulgária e conquistou a região de Belgrado, Branichevo (Kostolac) e Niche, que ele entregou para o seu protegido no trono da Sérvia, Vucano Nemânica. Joanitzes retaliou em 1203, restaurando o irmão de Vucano, Estêvão II Nemânica, no trono sérvio e recuperando suas terras depois de derrotar os húngaros. A animosidade entre búlgaros e húngaros só se resolveu depois da intercessão do papa Inocêncio III.

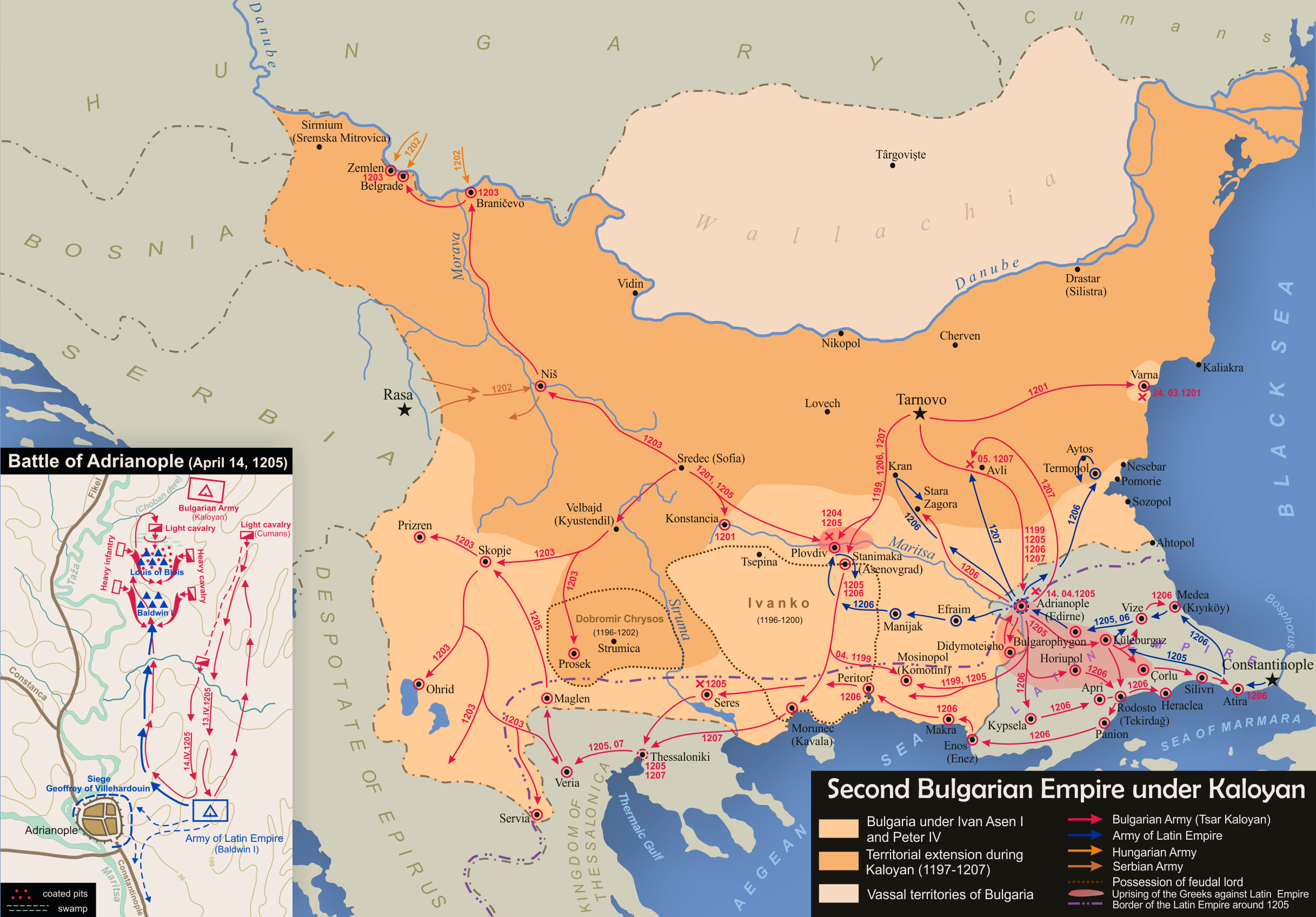
Bulgária sob Joanitzes (1197-1207)

O papa havia escrito para Joanitzes convidando-o a unir em comunhão a sua igreja com a Igreja Católica já em 1199. Ansioso para reconquistar o título de imperador e restaurar o prestígio, riqueza e tamanho do Primeiro Império Búlgaro, Joanitzes respondeu em 1202. Ele solicitou ao papa que lhe concedesse a coroa e o cetro imperiais que haviam sido de Simeão I, Pedro I e de Samuel e, em troca, ele poderia considerar a comunhão com Roma. Ele também queria que o papa reconhecesse o líder da Igreja da Bulgária como patriarca. O papa não queria fazer concessões desta magnitude e, quando seu enviado, o cardeal Leão, chegou à Bulgária, ele ungiu o arcebispo Basílio (Vasiliy) de Tarnovo como primaz dos búlgaros e valáquios. Joanitzes recebeu apenas a coroa uniata como "rex Bulgarorum et Blachorum" ("rei dos búlgaros e valáquios") ou "rex Bulgarie et Blachie" ("rei da Bulgária e da Valáquia") e não a de imperador. Sem se abalar, Joanitzes escreveu para o papa agradecendo-lhe pela coroação "imperial" e pela unção de seu "patriarca". Ele também assegurou-lhe que ele também iria seguir os ritos da Igreja Católica como parte do acordo.
Imediatamente depois, em 1204, a Quarta Cruzada conquistou e saqueou Constantinopla, a capital dos bizantinos. Proclamando Balduíno de Flandres como imperador, os cruzados (que haviam desprezado a oferta de aliança contra os bizantinos de Joanitzes) declaram sua intenção de capturar todas as terras do Império Bizantino e dos estados vizinhos. O iminente conflito foi precipitado pela aristocracia bizantina na Trácia, que resistiu à invasão e pediu a ajuda do imperador búlgaro (1205) em troca de submissão.
O Império Latino de Balduíno começou a subjugar as cidades bizantinas e cercou Adrianópolis. Nas palavras do cronista cruzado Vilearduin, "Johannizza, rei da Valáquia, estava vindo socorrer Adrianópolis com um grande exército; pois ele trouxe consigo os valáquios e búlgaros e quatorze mil cumanos que jamais haviam sido batizados". Em 14 de abril de 1205, os cumanos de Joanitzes conseguiram atrair a cavalaria pesada dos cruzados que os perseguia para uma emboscada nos pântanos ao norte de Adrianópolis, onde Joanitzes aplicou-lhes uma severa derrota. Balduíno I foi capturado e o conde Luís I de Blois foi morto. Ainda segundo o relato de Vilearduin, Balduíno foi preso na capital búlgara, Tarnovo, até sua morte ou execução no final de 1205. No decorrer do ano, Joanitzes derrotou os latinos na Batalha de Serres e capturou Filipópolis, invadindo a maior parte do território latino na Trácia e na Macedônia.
Contentes a princípio com as vitórias de Joanitzes contra os detestados latinos, os bizantinos, determinados em se manterem independentes, começaram a conspirar contra o governo búlgaro. Joanitzes também mudou sua tática e se voltou sem piedade contra seus antigos aliados, adotando inclusive o epíteto de Romanóctono ("matador de romanos"), claramente derivado do infame epíteto utilizado pelo imperador bizantino Basílio II Bulgaróctono (r. 958-1025), o conquistador da Bulgária, Bulgaróctono ("matador de Búlgaros").
Em 31 de janeiro de 1206, Joanitzes derrotou novamente os latinos na Batalha de Rusião e conseguiu, no ano seguinte, capturar Didimoteico. Os búlgaros devastaram repetidamente a Trácia, inclusive as importantes cidades de Heracleia e Cenofrúrio (Çorlu), o que resultou numa evacuação das demais cidades da região, Rodosto (Tekirdağ). Ao contrário de suas campanhas anteriores, quando Joanitzes limitou sua ferocidade e se concentrou em sobrepujar seus inimigos, nas campanhas finais ele passou a deportar populações inteiras das cidades conquistadas para as regiões mais distantes da Bulgária.

## Morte

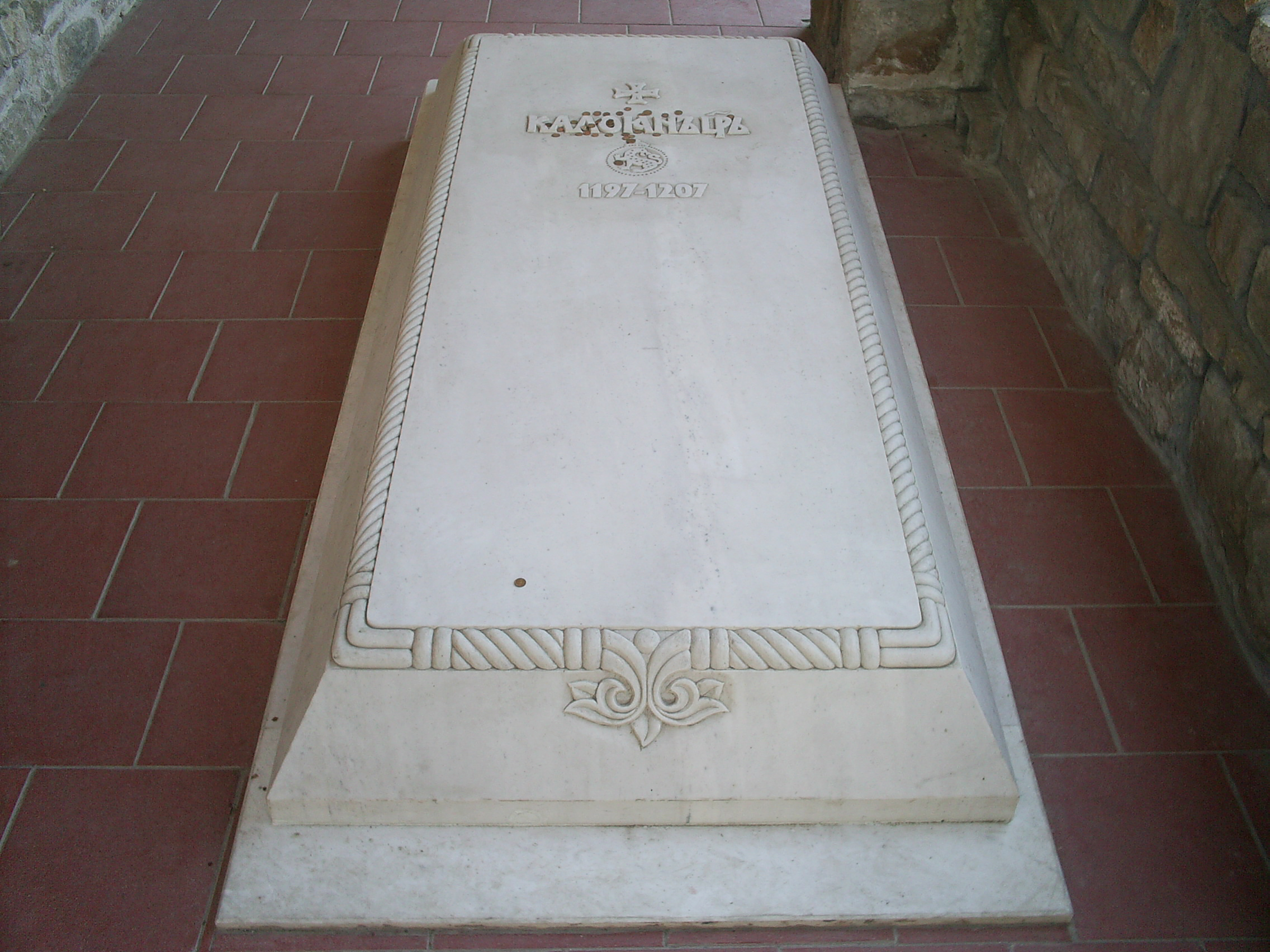
Túmulo de Joanitzes na Igreja dos Quarenta Mártires Sagrados em Tarnovo

Joanitzes cercou Adrianópolis duas vezes, mas não conseguiu tomar a cidade por causa da retirada de sua cavalaria cumana e do determinado avanço do novo imperador latino, o irmão de Balduíno, Henrique de Flandres. Em 1207, Joanitzes acordou uma aliança anti-latina com Teodoro I Láscaris, do recém-fundado Império de Niceia, o mais poderoso dos estados sucessores bizantinos. No mesmo ano, as tropas de Joanitzes assassinaram Bonifácio de Monferrato (4 de setembro de 1207), o governante cruzado do novo Reino de Tessalônica. Tentando se aproveitar da situação, Joanitzes marchou para lá e cercou a cidade com um enorme exército, mas acabou sendo assassinado pelo seu próprio comandante, o cumano Manastar, no início de outubro de 1207.
As fontes para o reino de Joanitzes são majoritariamente estrangeiras (bizantinas e latinas) e hostis, geralmente sublinhando sua brutalidade e crueldade. Alguns dos atos mais hediondos foram atribuídos especificamente ao seu enviado cumanos, enquanto que outros autores especulam que as políticas mais repressivas de Joanitzes tinham por objetivo destruir a elite inimiga, tratando os plebeus com misericórdia. Uma das lendas sobre a morte de Balduíno descreveu seu cruel desmembramento por um furioso Joanitzes, cuja esposa havia acusado falsamente o imperador latino de ter tentado seduzi-la, quando o inverso é que era verdade. A história é reminiscente do relato bíblico de José e a esposa de Potifar e ilustra adequadamente a hostilidade contra Joanitzes nas fontes de sua época. O corpo de Joanitzes (e também o seu anel sinete) foi descoberto na Igreja dos Quarenta Mártires Sagrados em Tarnovo.

## Família
A consorte de Joanitzes, Ana da Cumânia, era parte da aristocracia cumana. Depois da morte do marido, ela se casou com seu sucessor, Boril da Bulgária. Ele teve uma filha, Maria da Bulgária, de um casamento anterior. Ela se casou com o imperador latino Henrique de Flandres como forma de reforçar a aliança de Boril e Henrique. Ela é suspeita de ter participado do assassinato do marido, que morreu envenenado em 11 de junho de 1216.